# Gisl Illugason
Gisl Illugason, född 1079, var en isländsk skald i den norske kungen Magnus barfots hird. Han är huvudperson i kortsagan Gísls þáttr Illugasonar, där han sägs ha diktat ett huvudlösenkväde (hǫfuðlausn), vilket i så fall bör ha varit historiens sista dikt av detta slag.

## Sagan om Gisl Illugason
Gisl tillhörde den berömda Gilsbakkaätten, som i Landnámabók uppges ha härstammat från skaldekonstens fader Brage den gamle. Hans farfars far var Tind Hallkelsson, Gunnlaug ormstungas farbror.

### Hämnd
Vid sex års ålder blev Gisl vittne till mordet på sin far. Mördaren var en norrman vid namn Gjafvald. Elva år senare, år 1096 när Gisl var 17 år, begav han sig till Norge för att utkräva hämnd. Gjafvald befann sig då som hirdman hos kung Magnus i Nidaros, och var nära vän till kungen. Gisl sårade honom dödligt i ett bakhåll – och det har sin betydelse att dådet skedde på en lördag. När Gisl kort efteråt blev gripen hade nämligen klockan redan klämtat non, vilket markerade helgens inträde då inga avrättningar fick ske. Den rasande Magnus, som haft för avsikt att genast ta livet av sin fånge, fick foga sig i detta och Gisl kastades i fängelse.

### Islänningarna i Nidaros
Det fanns vid denna tid omkring 300 islänningar i Nidaros. Bland dem var biskop Gissurs son Teit och det blivande helgonet Jon Ögmundsson (Jón Ǫgmundarson). Dessa bestämde sig nu för att hjälpa sin landsman.
På söndagen bad den döende Gjafvald kungen att skona sin dråpare. Därtill hade han uppmanats av (isländska?) präster, som talat om för honom att han ännu hade tid att undslippa helvetet, om han ångrade sina synder och förlät sina fiender. Kungen vägrade dock att lyssna på sådant tal.

### Huvudlösenkvädet
På måndagen ledsagades Gisl av sina landsmän till kungen för att dömas.
Jon Ögmundsson höll nu ett tal där han varnade kungen att dennes egen salighet kunde vara i fara om han i vrede fällde en hård och orättvis dom. Däremot kunde kungens tid i skärselden bli mycket kortare, om han nu visade mildhet och barmhärtighet.
Därefter framträdde Gisl själv inför kungen. Han förklarade bakgrunden till dråpet och bad sedan att få framföra ett lovkväde om kungen, som han hade diktat i fängelset. "Kväd, om du vill", svarade kungen. Gisl gjorde så. Sedan böjde han sig ner, lade sitt huvud mot kungens knä och sade att denne nu fick bestämma om han ville ta huvudet eller ge det tillbaka. Kungen lät honom då få behålla huvudet, men de islänningar som hade ledsagat honom skulle gemensamt betala halv mansbot. Gisl blev därefter upptagen i kungens hird, där han fick inta den döde Gjafvalds plats.
Det framgår av sagan att det var Jon Ögmundssons tal som förmådde kungen att benåda sin fånge. Huvudlösenkvädet uppges ha varit uselt.

### Senare år
Sedan Gisl blivit hirdman stannade han hos kung Magnus så länge denne levde, och deltog i kungens alla fälttåg. Efter kungens död år 1103 återvände han till Island, där han blev en aktad man och levde till hög ålder. I Skáldatal är han omtalad som en av Magnus barfots skalder, men han nämns inte som skald hos någon annan furste.

## Verk
Av huvudlösenkvädet har ingenting bevarats, men i kortsagan om Gisl finns en lausavísa som han uppges ha diktat samma morgon som han hämtades ur fängelset. Därutöver återstår av hans verk endast tjugo strofer ur ett ursprungligen mycket längre arvekväde om Magnus barfot. Kvädet diktades troligen kort efter kungens död; versmåttet är fornyrðislag och stroferna finns i Morkinskinna, Hulda och Hrokkinskinna. Av speciellt svenskt intresse är stroferna 17–20, som handlar om Magnus barfots krig mot Inge Stenkilsson år 1101 (?).
"Som digter hører Gísl ikke til de allerførste", sammanfattar Finnur Jónsson sin bedömning av skaldens litterära betydelse, men tillägger att stroferna har stort källvärde, eftersom Gisl tillhörde den kungliga hirden och själv deltog i de händelser han skildrar. I ett par av stroferna nämner han sig själv som ögonvittne.

## Om källorna
Berättelsen om Gisl är här återgiven efter Gísls þáttr Illugasonar i Magnus barfots saga i Hulda och Hrokkinskinna. Syftet med de þættir som finns i kungasagorna har varit att tjäna som exempla för att belysa kungarnas karaktärer. Att kung Magnus tyglar sin vrede och fäller en mild och rättvis dom, visar således hans kristna sinnelag och hur en kristen kung bör handla.
Gísls þáttr Illugasonar finns också i Jóns saga helga av Gunnlaug Leifsson. Men här har syftet i stället varit att belysa helgonets undergörande kraft, varför handlingen är något annorlunda. I den mest fullständiga av Jóns sagas varianter (B-versionen) blir Gisl faktiskt hängd för dråpet på Gjafvald – men han överlever tack vare ett mirakel utfört av Jon Ögmundsson, som alltså redan nu visar prov på ett helgons förmåga.
För inget av dessa båda syften har berättelsen om huvudlösenkvädet någon egentlig funktion. Att den ändå finns med i Hulda och Hrokkinskinna kan bero på att den tillhört ett äldre skikt av sagan där just denna hǫfuðlausn har varit central för handlingen.
Uppgiften att Gisl, sedan han återvänt till Island skulle ha uppnått hög ålder och status, återfinns endast i Jóns saga helga. Hans dödsår är okänt, men det har antagits att han levde in på 1150-talet.